# 科莱斯尼基夫卡
48°40′19″N 39°41′13″E / 48.67194°N 39.68694°E
科莱斯尼基夫卡（烏克蘭語：Колесниківка）是位於烏克蘭東部的村莊，由盧甘斯克州夏斯季耶区的斯塔尼察-盧漢斯卡市鎮負責管轄。該村始建於1951年，面積2.44平方公里，海拔高度60米，2001年人口155，人口密度每平方公里63.5人。